# Delta3D
Delta3D — открытый программный игровой движок.
Модульная конструкция Delta3D обобщает другие открытые проекты, такие как OpenSceneGraph, Open Dynamics Engine, Cal3D и OpenAL, соединяя их в легкое в использовании API. Вместо того чтобы убирать основные модули последних, Delta3D объединяет их вместе, позволяя получить доступ к их основным компонентам. Это обеспечивает высокоуровневость API позволяя в то же время использовать низкоуровневую функциональность.
Delta3D популярен в компьютерной графике и приложениях IEEE и в журнале «The Journal of Defense Modeling and Simulation».

## Популярность
Главной целью Delta3D Архивная копия от 18 января 2017 на Wayback Machine является создание простого и гибкого API с основными элементами, необходимыми для всех приложений визуализации. В дополнение к основным, Delta3D предоставляет множество инструментов таких как имитация, тренировка, игровой редактор (STAGE), BSP-дерево, редактор частиц, автономный обзор модели и High level architecture (HLA) Stealth Viewer. Кроме того, Delta3D имеет обширный архитектурный набор который интегрирует в себе весь движок.

## Лицензия
Delta3D реализовано согласно GNU Lesser General Public License (LGPL). Использующиеся модули также могут иметь свои лицензии, но минимально это open source лицензии и свободное распространение.
Часть кода (Game Editor или STAGE), использующая Trolltech Qt распространяется в соответствии с лицензией MIT. В большинстве случаев используется просто GNU Lesser General Public License (LGPL).